# Wysklepek
Wysklepek – niewielkie pole sklepienia ustawione pod kątem do sąsiednich powierzchni w sklepieniu gwiaździstym lub sklepieniu kryształowym. Powstaje po dodatkowym podzieleniu kozubka (część sklepienia krzyżowo-żebrowego o rzucie poziomym w postaci trójkąta równoramiennego) w sklepieniu krzyżowo-żebrowym innymi żebrami pośrednimi na mniejsze elementy, które tworzą gwiaździstą figurę, a sklepienie takie nazwamy gwiaździstym. Może to być też mały element wysklepiony cylindrycznie występujący w pendentywach, trompach, machikułach itp.